# Sato Kilman
Meltek Sato Kilman Livtuvanu (sinh năm 1957) là chính trị gia Vanuatu, giữ chức Thủ tướng Vanuatu từ ngày 11 tháng 6 năm 2015. Hiện ông đang làm lãnh đạo của Đảng Nhân dân Tiến bộ.